# Cyclocheilichthys repasson
Cyclocheilichthys repasson är en fiskart som först beskrevs av Bleeker, 1853.  Cyclocheilichthys repasson ingår i släktet Cyclocheilichthys och familjen karpfiskar. IUCN kategoriserar arten globalt som livskraftig. Inga underarter finns listade i Catalogue of Life.